# Saúl Salcedo
Saúl Salcedo Zárate (Capiatá, 29 agosto 1997) è un calciatore paraguaiano, difensore del Newell's Old Boys e della nazionale paraguaiana.

## Caratteristiche tecniche
È un difensore centrale.

## Carriera

### Club
Cresciuto nelle giovanili dell'Olimpia, ha esordito il 13 ottobre 2014 in occasione del match perso 2-1 contro il 12 de Octubre.

### Nazionale
Con la nazionale Under-20 paraguaiana ha preso parte al campionato sudamericano 2015 ed al campionato sudamericano 2017.

## Statistiche

### Presenze e reti nei club
Statistiche aggiornate al 19 marzo 2018.
| Stagione        | Squadra         | Campionato      | Campionato | Campionato | Coppe nazionali | Coppe nazionali | Coppe nazionali | Coppe continentali | Coppe continentali | Coppe continentali | Altre coppe | Altre coppe | Altre coppe | Totale | Totale | Totale |
| Stagione        | Squadra         | Comp            | Pres       | Reti       | Comp            | Pres            | Reti            | Comp               | Pres               | Reti               | Comp        | Pres        | Reti        | Pres   | Reti   |        |
| --------------- | --------------- | --------------- | ---------- | ---------- | --------------- | --------------- | --------------- | ------------------ | ------------------ | ------------------ | ----------- | ----------- | ----------- | ------ | ------ | ------ |
| 2014            | Olimpia         | PD              | 3          | 0          |                 | -               | -               |                    | -                  | -                  |             | -           | -           | 3      | 0      |        |
| 2015            | Olimpia         | PD              | 21         | 0          |                 | -               | -               | CS                 | 0                  | 0                  |             | -           | -           | 21     | 0      |        |
| 2016            | Olimpia         | PD              | 18         | 5          |                 | -               | -               | CL                 | 4                  | 0                  |             | -           | -           | 22     | 5      |        |
| 2017            | Olimpia         | PD              | 10         | 0          |                 | -               | -               | CL+CS              | 1+0                | 0                  |             | -           | -           | 11     | 0      |        |
| Totale Olimpia  | Totale Olimpia  | Totale Olimpia  | 52         | 5          |                 | -               | -               |                    | 5                  | 0                  |             | -           | -           | 57     | 5      |        |
| 2017-2018       | Huracán         | PD              | 17         | 0          | CA              | 2               | 0               |                    | -                  | -                  |             | -           | -           | 19     | 0      |        |
| Totale carriera | Totale carriera | Totale carriera | 69         | 5          |                 | 2               | 0               |                    | 5                  | 0                  |             | -           | -           | 76     | 5      |        |

### Cronologia delle presenze e reti in nazionale
| Cronologia completa delle presenze e delle reti in nazionale ― Paraguay | Cronologia completa delle presenze e delle reti in nazionale ― Paraguay | Cronologia completa delle presenze e delle reti in nazionale ― Paraguay | Cronologia completa delle presenze e delle reti in nazionale ― Paraguay | Cronologia completa delle presenze e delle reti in nazionale ― Paraguay | Cronologia completa delle presenze e delle reti in nazionale ― Paraguay | Cronologia completa delle presenze e delle reti in nazionale ― Paraguay | Cronologia completa delle presenze e delle reti in nazionale ― Paraguay |
| Data                                                                    | Città                                                                   | In casa                                                                 | Risultato                                                               | Ospiti                                                                  | Competizione                                                            | Reti                                                                    | Note                                                                    |
| ----------------------------------------------------------------------- | ----------------------------------------------------------------------- | ----------------------------------------------------------------------- | ----------------------------------------------------------------------- | ----------------------------------------------------------------------- | ----------------------------------------------------------------------- | ----------------------------------------------------------------------- | ----------------------------------------------------------------------- |
| 10-9-2019                                                               | Amman                                                                   | Giordania                                                               | 2 – 4                                                                   | Paraguay                                                                | Amichevole                                                              | -                                                                       | 83’                                                                     |
| 31-8-2022                                                               | Atlanta                                                                 | Messico                                                                 | 0 – 1                                                                   | Paraguay                                                                | Amichevole                                                              | -                                                                       |                                                                         |
| Totale                                                                  |                                                                         | Presenze                                                                | 2                                                                       |                                                                         | Reti                                                                    | 0                                                                       |                                                                         |